# Luitpold-Kaserne (Lindau)
Die Luitpold-Kaserne ist eine ehemalige Kaserne und befindet sich in Lindau-Insel in der Stadt Lindau (Bodensee), Bayern.

## Planungs- und Baugeschichte
Neben der bereits seit 1804 im östlichen Teil der Garnisonstadt Lindau bestehenden Max-Joseph-Kaserne (im Jahre 1823 noch als Neue Kaserne bezeichnet) ließ die Bayerische Armee, auf Bestreben der Stadt Lindau, unter Leitung von Bürgermeister Heinrich Schützinger, als weitere militärische Einrichtung in den Jahren 1902/03 im Bereich der Hinteren Insel die Luitpold-Kaserne errichten.
Der weitläufige malerische Gruppenbau folgte in seinem Grundriss dem ursprünglichen Uferverlauf und berücksichtigte mit seinen historischen Formen den Bezug zur ehemaligen Stadtbefestigung in direkter Nähe zu Pulverschanze und Pulverturm.

Die Kasernen-Anlage wurde vom Augsburger Baurat Ernst Feder unter Beteiligung von Friedrich von Thiersch geplant und von der Firma Schellenberger aus München gebaut.
Die Kosten lagen, nicht inbegriffen Bauplatz und innere Geräteausstattung, bei rund 750.000 Mark. Der Bauplatz, gebildet aus Parzellen der Stadt Lindau, der Inselbrauerei und der Eisenbahn wurde von der Stadt Lindau unentgeltlich zur Verfügung gestellt und betrug 15.000 m², davon waren 4.100 m² überbaut. Ein am Pulverturm gelegenes, von der Fa. L. A. Riedinger betriebenes Gaswerk wurde vor Baubeginn abgebrochen.
Errichtet wurden in der Zeit von März 1902 bis September 1903 drei Gebäudeteile: das Mannschaftsgebäude, das Stabsgebäude und das daran angebaute Exerzierhaus.

Im Mannschaftsgebäude befanden sich die Mannschaftsstuben, Zimmer für Einzelbewohner, vier Leutnantsunterkünfte und sieben Verheiratetenwohnungen sowie Küche und Speisesäle für Mannschaften und Unteroffiziere, WC-Anlagen, Waschräume, -küchen und ein Duschraum.
Die Kleiderkammer war im ersten Dachgeschoss eingerichtet; Magazine waren im Keller und weiteren Dachgeschossen. Der Zugang erfolgte über sechs Eingänge. Das Stabsgebäude bestand aus drei Teilen, dem Vorder-, Zwischen- und Rückbau, jeder Teil hatte seinen eigenen Zugang.
Im Vorderbau, also zum Ufer hin, befanden sich 12 Wohnungen für Verheiratete. Im Zwischenbau wurden 14 Arrestzellen mit WC-Anlage eingerichtet.
Rückbau: vier Wagenremisen (Geräte-, Wagenschuppen) befanden sich im Erdgeschoss, in den beiden Obergeschossen zwei große Musikerzimmer für die Regimentsmusik, eine Arztwohnung, eine Handwerkerstube mit Bügelzimmer, Waschräume und WCs. Im ausgebauten Dachgeschoss gab es zwei Revierkrankenzimmer, einen Untersuchungsraum, ein Wärterzimmer, ein WC und drei Dachkammern.

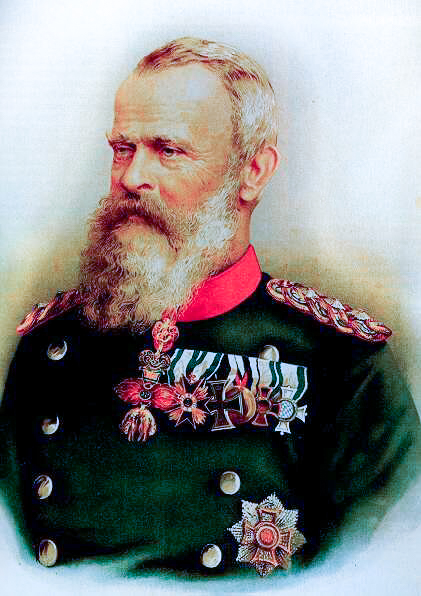
Prinzregent Luitpold von Bayern

Das Exerzierhaus war mit einem Pultdach versehen und im Mittel 7,30 Meter hoch. Der große Kasernenhof von ca. 8.000 m² wurde durch einen hölzernen Staketenzaun zum Pulverturmweg hin begrenzt. Zusätzlich des Kasernenhofes befanden sich weitere Exerzierplätze auf der Seeauffüllung nördlich der Stadtmauer (heute Inselhalle und Parkhaus), am Karl-Bever-Platz sowie in Reutin beim heutigen Exerzierweg.
In allen Räumen erfolgte die Beheizung durch eiserne Kohleöfen und die Beleuchtung durch Petroleumlampen.
Der ganze Komplex war an die Hochdruck-Wasserleitung der Stadt Lindau angeschlossen. Sämtliche Abwässer von Dach, Küche, WC, Waschräumen und Duschen wurden in ein im Kasernenhof verlegtes Kanalnetz geleitet; dieses mündete in einen großen Sammelkanal, welcher nach Passierung von Klärbecken auf der Südwestseite nach dem See ausmündete. Der Seekanal, rund 90 Meter lang, lag auf dem Seegrund und wurde durch eiserne Pfähle gegen Wellenschlag gesichert. Erwähnenswert sind noch die große Kasernenuhr von der Ulmer Turmuhrenfabrik Philipp Hörz und das am Westgiebel angebrachte bayerische Wappen aus Glasmosaik, ausgeführt von der bayerischen Mosaikanstalt Rauecker & Solerti aus München.
Die Zufahrt zur Kaserne erfolgte über die neu errichtete Bahnüberführung (Thierschbrücke) und weiter über die Thierschstraße. Der schon früher vorhandene eiserne Fußgängersteg über den Gleiskörper des Bahnhofvorfeldes hin zur Maximilianstraße wurde beibehalten.

### Namensgebung
Zunächst als „Neue Kaserne“ bezeichnet, wurde die  Militäranlage schon bald nach ihrer Inbetriebnahme nach dem damaligen Monarchen, dem Prinzregenten Luitpold von Bayern, benannt.
Bei der Begrüßung des III. Bataillons (K.B. 20. I.-R. Prinz Franz) am 2. Oktober 1903 sprach der Regimentskommandeur Oberstleutnant Philipp Götz „Wie ein stolzes Schloss am Meer grüßt Euch Eure neue Kaserne“. 1938 wurde sie in „Péronne-Kaserne“ umbenannt. Péronne ist eine Stadt im französischen Département Somme. Das 20. Infanterie-Regiment nahm im September 1914 an den Gefechten bei Péronne teil.
Weitere bayerische Kasernen in München und Dillingen tragen ebenfalls den Namen „Luitpold-Kaserne“.

## Militärische Nutzung

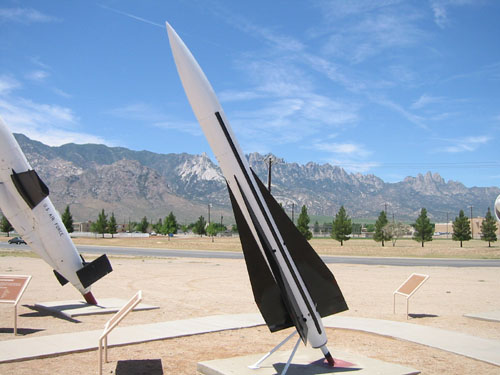
HAWK-Lenkflugkörper im White Sands Missile Range Museum

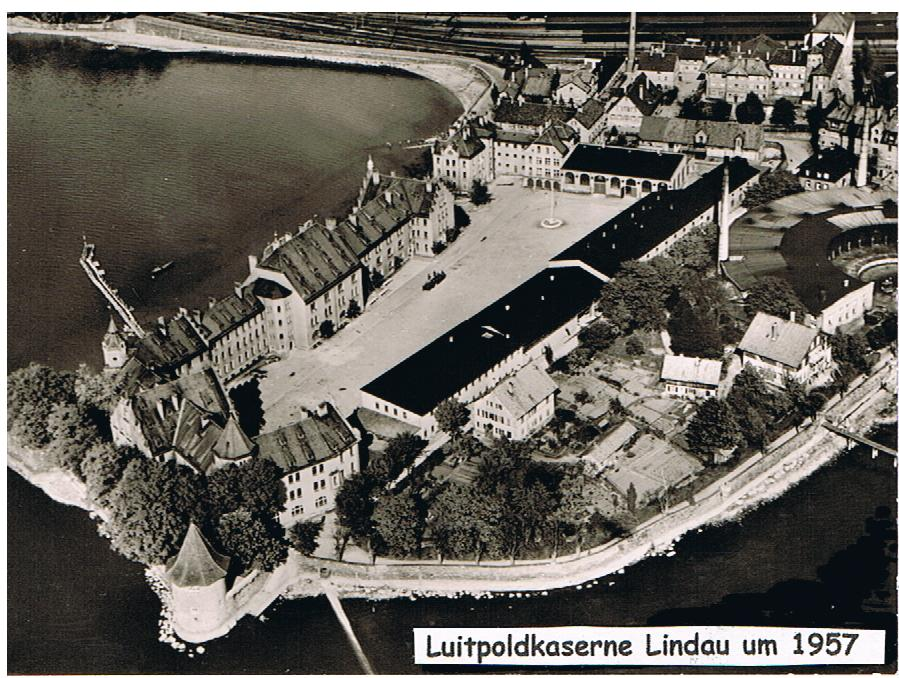
Luftaufnahme Luitpoldkaserne Lindau

Das 20. Königlich Bayerische Infanterie-Regiment Prinz Franz wurde am 20. September 1896 gegründet. Der Regimentsstab mit dem I. Bataillon und der Regimentsmusik wurde am 1. April 1897 nach Lindau verlegt. Die neue Truppe bezog die Max-Joseph-Kaserne an der Ludwigstraße und die Lindenschanz-Kaserne (Paradiesplatz 2, heute Nebenstelle des Finanzamtes). Standort des II. Bataillons war Kempten. Das III. Bataillon lag in Landsberg und wurde im Oktober 1903 in die neu erbaute Luitpold-Kaserne nach Lindau verlegt.
Durch die Vergrößerung der Garnison waren nun mehr Geschäftszimmer und Kasinoräume erforderlich. Die Stadt Lindau entschloss sich, das altehrwürdige „Binderzunftgebäude“, in dessen oberem Stockwerk sich bisher die Geschäftszimmer und das Offizierskasino befanden, niederzulegen und durch einen vom Stadtbaumeister Egg ausgeführten stattlichen Neubau zu ersetzen. Dieser Bau erhielt wegen des bedeutenden Geldzuschusses in Höhe von 30.000 Mark, die der Major a. D. Maximilian Ritter von Abel, ein Feldzugsoffizier des Königlich Bayerischen 3. Infanterie-Regiments „Prinz Karl von Bayern“ aus dem Jahre 1870/71 und Ehrenbürger der Stadt Lindau seit 1896, geleistet hatte, den Namen „Abel-Bau“ (Brettermarkt 8). Während des Baus der Luitpold-Kaserne waren die Geschäftszimmer des Regiments über ein Jahr lang im sogenannten „Pfisterhaus“ oder „Baumgarten“, das Haus am Marktplatz Nr. 4, und das Offizierskasino wurde im Hotel Reutemann am Hafen eingerichtet.
Am 1. März 1903 konnten die neuen Diensträume und das Kasino im „Abel-Bau“ bezogen werden. Die große Eröffnungsfeier fand am 12. März 1903, dem Geburtstag des Prinzregenten Luitpold, statt.
Das III. Bataillon lag bis zum Ende des Ersten Weltkriegs 1918 in der Luitpold-Kaserne. Es folgte dann die Reichswehr, die bis 1935 dort die 9. und 11. Kompanie des III. Bataillons ihres 19. Infanterie-Regiments stationiert hatte. Mit Aufstellung der Wehrmacht war dann vorübergehend auch das III. Bataillon des Gebirgsjäger-Regiments 99 in der Luitpold-Kaserne beheimatet. Während des Dritten Reiches lagen in Lindau auch Pionier-Einheiten der deutschen Wehrmacht, die dort als Landungs-Pioniere ausgebildet wurden, sowie das 1939 aufgestellte Infanterie-Ersatz-Bataillon 488.

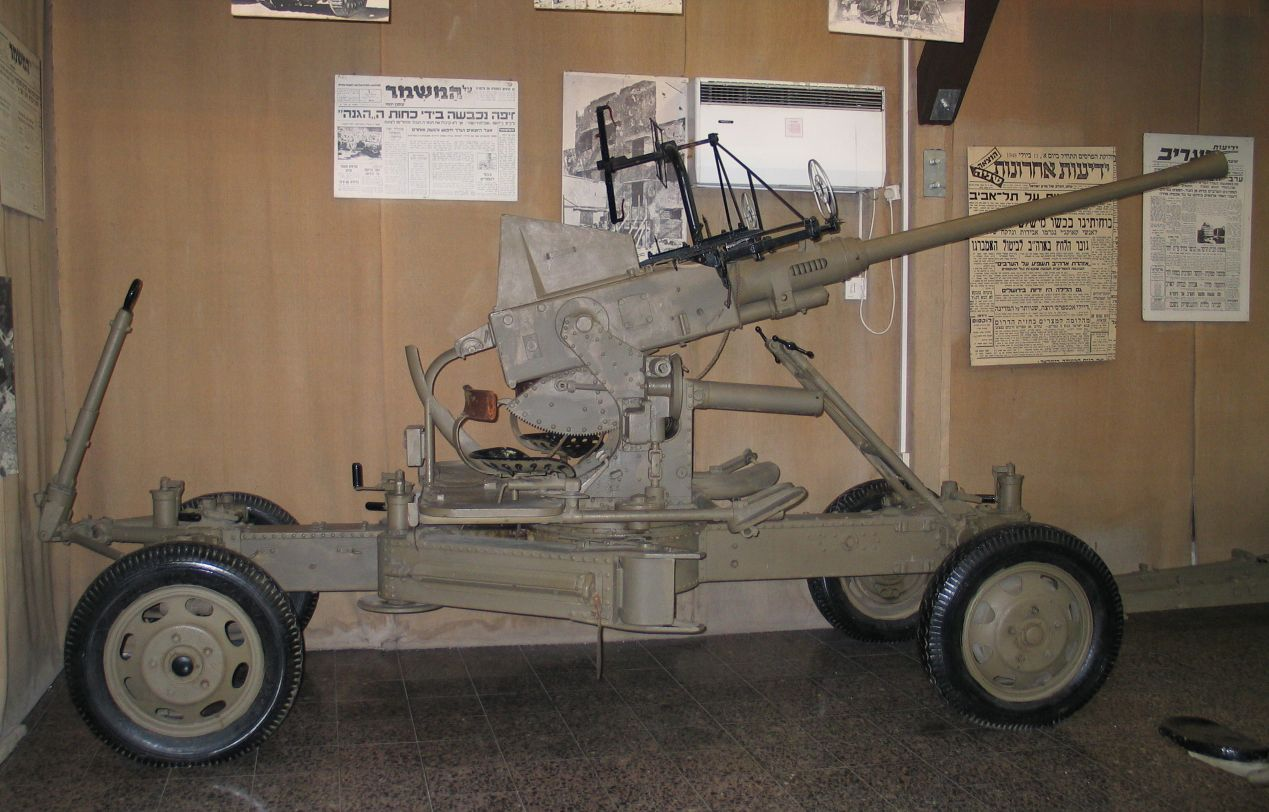
40-mm-Bofors-Flugabwehrkanone auf Radlafette

Nach Kriegsende 1945 belegten französische Besatzungstruppen die Kasernen, in denen sie zehn Jahre lang bis zu ihrem Abzug im Jahre 1955/56 verblieben.

Zwei Jahre nach Wiederbewaffnung der Bundesrepublik hisste am 8. Mai 1957 eine Kompanie der Fernmeldeabteilung 121 der Luftwaffe, aus der Karlsruher Dragoner-Kaserne, die Bundesdienstflagge in der Luitpold-Kaserne und am 5. Juli 1957 bezog sie das neu aufgestellte Luftwaffenflugabwehrbataillon 45. Lindau ist wieder Garnisonsstadt geworden. Die Truppe bestand aus 8 Offizieren, 30 Unteroffizieren und 218 Mannschaften und wurde aus dem Stamm des Panzerflugabwehrartilleriebataillon 5 in Grafenwöhr herausgezogen. Am 10. August 1957 wurde das erste Geschütz (40 mm Bofors L 70) geliefert und von einem Traktor einer Lindauer Speditionsfirma in die Kaserne gezogen. Die ersten Rekruten kamen am 1. Oktober 1957. Ein Jahr später verfügte das Bataillon über 26 Geschütze. Im Oktober 1958 traf das erste Feuerleitgerät im Bataillon ein. Erst Anfang 1960 war die personelle Aufstellung abgeschlossen. Die Lindauer Einheit wurde am 1. Januar 1964 waffentechnisch umgerüstet – von 40-mm-Bofors-Geschütz auf FlaRak-Waffensystem MIM-23 HAWK –  und am 1. Juni 1964 in „Flugabwehrraketenbataillon 33“ umbenannt. Die Raketenstellungen befanden sich 1965 bei Wohmbrechts und Oberrengersweiler (Ausbildungsstellungen 1966–1970), zuletzt auf dem Flughafen Friedrichshafen (Temporäre Stellungen 1966–1973). In Oberrengersweiler befand sich auch der schon von früher her gelegene Schießplatz. Die Ausbildung am Waffensystem erfolgte im Fort Bliss USA. 

### Ende der Garnison
Als im September 1973 die Bundeswehr ihren Standort Lindau aufgab, ging die siebzigjährige militärische Nutzung der in dieser langen Zeit zunehmend veralteten Luitpold-Kaserne und für die Inselstadt im Bodensee auch der Status der Garnison endgültig zu Ende. Mit einem feierlichen Appell am 28. September 1973, einem Marsch durch die Lindauer Straßen und einem gemeinsamen Abend mit der Bevölkerung verabschiedete sich das Bataillon von seiner Garnisonsstadt. Das Lindauer „Flugabwehrraketenbataillon 33“ wurde am 10. Oktober 1973 nach Lenggries in die Prinz-Heinrich-Kaserne verlegt.
Im Rahmen der offenen Neugestaltung des Kasernenareals mit Wohn-, Klinik- und Schulungsräumen und einer Liegewiese in den Jahren 2000 bis 2002 wurde das Exerzierhaus abgetragen. Eine Hinweistafel am früheren Stabsgebäude sowie die „Zwanzigerstraße“ erinnern heute noch an das ehemalige 20. Königlich Bayerische Infanterie-Regiment.

## Nachfolgenutzung
Im Jahre 1975 ging das ehemalige Kasernen-Areal in den Besitz der Stadt Lindau über. Teilbereiche der Liegenschaft wurden in dieser Zeit verschiedenen Zwischennutzungen zugeführt, bis der Stadtrat Ende der 1990er Jahre ein – die ganze hintere Insel umfassendes – neues Nutzungs- und Gestaltungskonzept und damit auch die Sanierung der Kaserne beschloss.
Mit Hilfe eines Investors wurde das gesamte alte Kasernengebäude in den Jahren 2000 bis 2002 von Grund auf saniert und umgebaut, wobei die Vorgaben des Landesamtes für Denkmalpflege und die konzeptionelle Neugestaltung der Innenbereiche für eine zukunftsweisende Nutzung in Einklang gebracht werden mussten. Seither beherbergen die Gebäude der Luitpold-Kaserne unter anderem die Freie Schule Lindau, die Volkshochschule Lindau (B), die Bildungszentren der IHK Schwaben und der Handwerkskammer Schwaben sowie Arztpraxen und Wohnungen. Weiter sind auf dem Gelände eine Klinik und zwei neue  Wohngebäude sowie eine Tiefgarage und eine weitläufige Parkanlage entstanden.